# モーゼル・フランケン方言

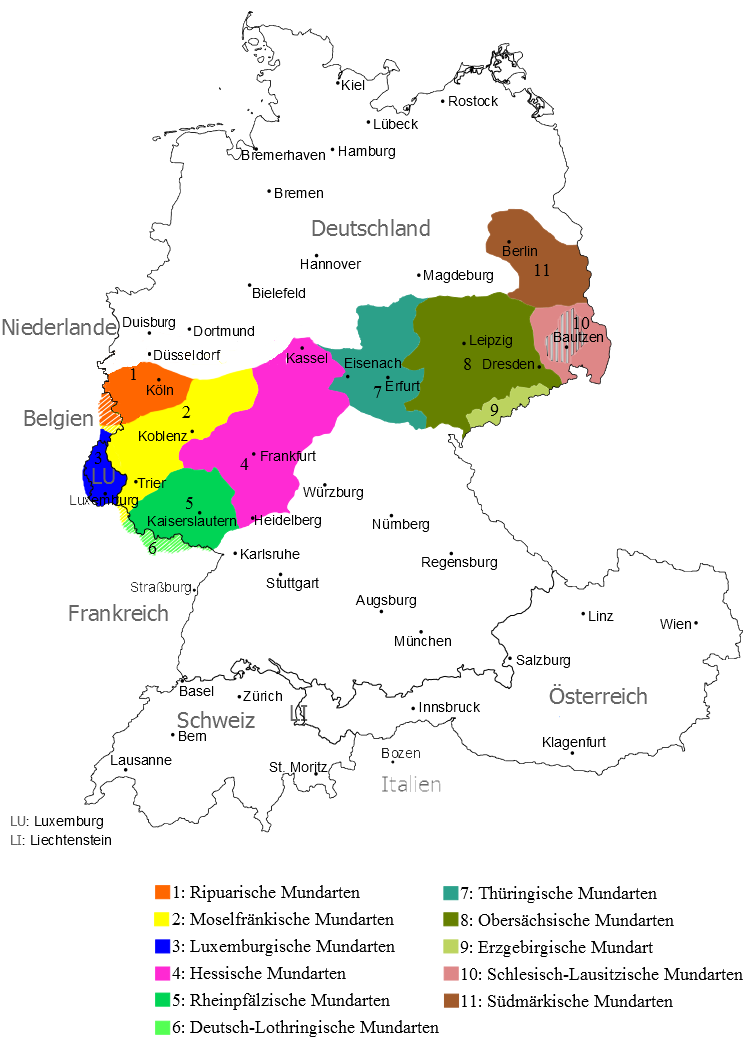
中央ドイツ語地域。モーゼル・フランケン方言は黄色 (ドイツ) と青(ルクセンブルク)で表されている。

モーゼル・フランケン方言（モーゼル・フランケンほうげん、独: Moselfränkisch）は、西中部ドイツ語の一種で、中部フランケン語の一部、ルクセンブルク語に含まれる。
ラインラント南部とモーゼル川の川沿い、ノルトライン＝ヴェストファーレン州のジーガーラント、ラインラント＝プファルツ州西部全体、ザールラント州、ルクセンブルク、ベルギーのドイツ語共同体南部、フランスのモゼル県（ブレ＝モゼル区）近隣で話されている。
ルーマニアのトランシルヴァニア地方で話されるトランシルヴァニア・ザクセン方言は、1100年から1300年の間、トランシルヴァニア・ザクセン人が、主にモーゼル・フランケン方言が話された地域から多数移民したことがきっかけで、この方言から派生した。

## 品種
「方言」と「別の言語」の間の移行は流動的であるが 「The Linguasphere Register」は、-dcaから-dceまでのコードでモーゼル・フランケン方言（コード 52-ACB-dc）の5つの方言を一覧にしている。

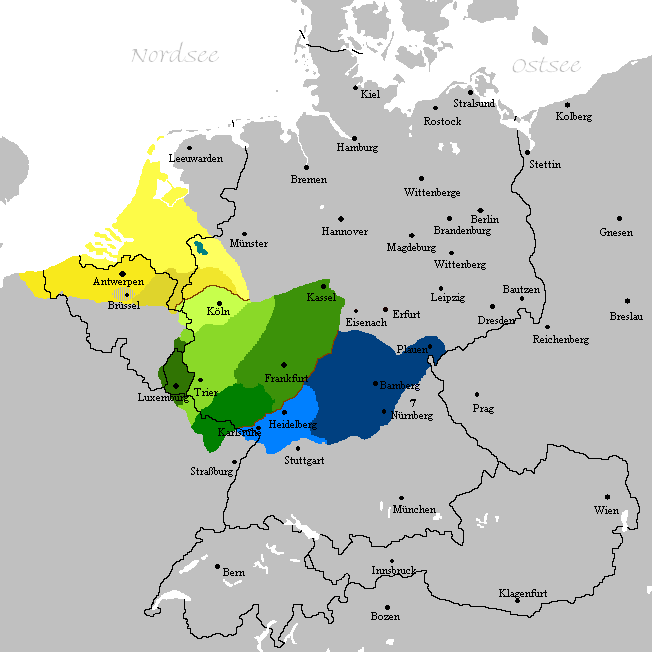
下部（黄色）、中央（緑）、上部ドイツ語（青）の言語地域における方言連続体のフランコニア方言の分布

- de:Trierisch（ラインラント＝プファルツ州、ルクセンブルク、ザールラント州北西部）
- アイフェル方言（英語版）（ラインラント＝プファルツ州、東ベルギー、ルクセンブルク、ノルトライン＝ヴェストファーレン州南部）
- de:Untermosellanisch（ラインラント＝プファルツ州）
- de:West-Westerwäldisch（ラインラント＝プファルツ州）
- en:Siegerländisch（ノルトライン＝ヴェストファーレン州）

また、モーゼル・フランケン方言の一部と見なされているのは、ロートリンゲン・フランケン語、ルクセンブルク語、およびトランシルヴァニア・ザクセン方言の変種である。
一部のモーゼル・フランケン方言の方言には、特に純粋な標準ドイツ語の話者の理解度が限られているがゆえに、別の言語と見なされ得るほどに標準化した種類に発展したものがある。
- ルクセンブルク語
- ロートリンゲン・フランケン語
- トランシルヴァニア・ザクセン方言
- フンスリュック方言（英語版）（ブラジルで話されている言語）